# Women in Refrigerators
Women in Refrigerators (en español: «mujeres en refrigeradores» o «mujer en la nevera») es un tropo literario acuñado por Gail Simone en 1999 que describe una tendencia en la ficción que involucra a personajes femeninos que enfrentan daños desproporcionados, como muerte, mutilación o agresión, para servir como dispositivos de trama para motivar a los personajes masculinos, un evento conocido coloquialmente como fridging.
La lista original de Simone de más de 100 personajes femeninos afectados, publicada en el sitio web Women in Refrigerators, provocó discusiones sobre el sexismo en la cultura pop y la industria del cómic. La influencia del tropo se extiende más allá de los cómics, con críticas a su presencia en franquicias de cine y televisión.
Se ha hecho mención de este tropo como una forma de estimular rasgos «protectores», y a menudo como un dispositivo de trama destinado a avanzar el arco narrativo de un personaje masculino, buscando analizar por qué estos se usan desproporcionadamente en personajes femeninos.

## Historia
El término «Mujeres en Refrigeradores» fue acuñado por la escritora Gail Simone como nombre del sitio web a principios de 1999. Se refiere a un incidente en Linterna Verde #54 (1994), en el que Kyle Rayner regresa a su apartamento para descubrir que su novia, Alexandra DeWitt, había sido asesinada por el villano Major Force, y su cuerpo colocado en un refrigerador. Simone y sus colegas desarrollaron una lista de mujeres ficticias que habían sido «asesinadas, mutiladas o despojadas de sus poderes» y tratadas como un mero dispositivo para hacer avanzar el arco narrativo del personaje masculino. Luego, la lista se distribuyó a través del Internet en Usenet, sistemas de tablones de anuncios, correos electrónicos y listas de correo electrónico. Simone también envió un correo electrónico a muchos creadores de cómics, incitando a que respondan a los ejemplos de la lista. 
La lista es infame en ciertos círculos de fanáticos de cómics. Los encuestados a menudo encontraron diferentes significados para la lista en sí, aunque Simone sostuvo que su punto siempre había sido: «Si derribas a la mayoría de los personajes que les gustan a las chicas, entonces las chicas no leerán cómics. ¡Eso es todo!» 
El periodista Beau Yarbrough creó el diseño inicial y la codificación en el sitio original. El consultor de tecnología John Bartol editó el contenido. Robert Harris, un bibliotecario y fanático de los cómics, contribuyó al mantenimiento y actualizaciones del sitio junto con el fanático John Norris. La idea de colocar la lista en línea se originó con el desarrollador de software Jason Yu.

### Respuesta de los creadores
Simone recibió numerosas respuestas por correo electrónico de fanáticos y profesionales del cómic. Algunas respuestas fueron neutras y otras positivas. Además, los argumentos sobre los méritos de la lista se publicaron en sitios de fanáticos de cómics a principios de 1999. 
Simone publicó muchas de las respuestas en el sitio web.

### Dead Men Defrosting
En respuesta a los fanáticos que argumentaron que los personajes masculinos a menudo también son asesinados, el editor de contenido John Bartol escribió Dead Men Defrosting (en español, «hombres muertos descongelándose»): un artículo que argumenta que cuando los héroes masculinos son asesinados o alterados, generalmente regresan a su statu quo. Según Bartol, después de que la mayoría de los personajes femeninos se alteran, «nunca se les permite, como suelen ser el caso de los héroes masculinos, la oportunidad de regresar a sus estados heroicos originales. Y ahí es donde comenzamos a ver la diferencia».

## En la cultura popular